# Jerzy Mularski
Jerzy Mularski (ur. 2 listopada 1889 w Tyflisie, zm. 8 lutego 1921 w Orle) – porucznik Wojska Polskiego, działacz niepodległościowy, inżynier rolnik, harcerz.

## Życiorys
Urodził się 2 listopada 1889 w Tyflisie (obecnie Tbilisi), ówczesnej stolicy guberni tyfliskiej, w rodzinie Grzegorza i Marii z Kamińskich. Był organizatorem drużyny harcerskiej w Tyflisie i absolwentem Akademii Rolniczej w Dublanach
W 1920, w czasie wojny z bolszewikami, dowodził 8. kompanią 201 pułku piechoty. Dostał się do niewoli bolszewickiej. Zmarł 8 lutego 1921 w Orle.
Był żonaty z Marią z Tumanowiczów, z którą miał syna Jerzego (1913–1940), porucznika saperów Wojska Polskiego, zamordowanego w Charkowie.

## Ordery i odznaczenia
- Krzyż Niepodległości – pośmiertnie 19 grudnia 1930 „za pracę w dziele odzyskania niepodległości”[8][1][9]